# Ascensorul din Chiado

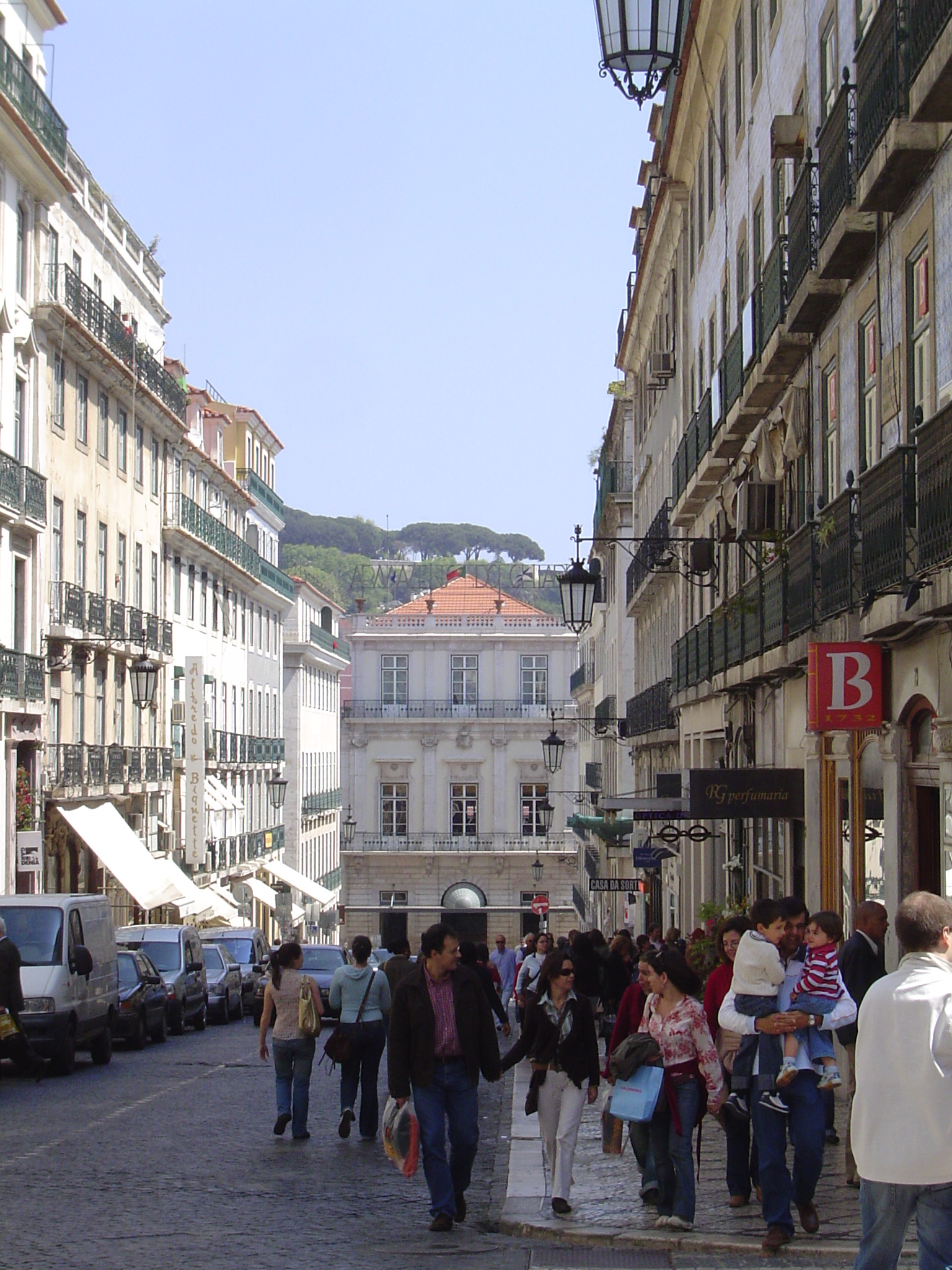
Fațada edificiului Armazéns do Chiado în 2007. Înainte de inaugurarea sa, aici era platforma superioară a Ascensorului din Chiado.

Ascensorul din Chiado (în portugheză Elevador do Chiado) a fost un sistem de transport de tip ascensor care conecta străzile Rua do Crucifixo și Rua Nova do Carmo din Lisabona, capitala Portugaliei, traversând interiorul Hotelului Universal, dar oferind și un serviciu rapid deschis publicului, care avea acces direct dinspre exterior. Gazeta dos Caminhos de Ferro din 16 aprilie 1891 menționa că materialul pentru ascensorul din Chiado va sosi curând de la Paris și New York. Revista mai informa că lucrările de instalare a ascensorului erau avansate, inaugurarea fiind prevăzută luna mai a aceluiași an.
În realitate, ascensorul a fost inaugurat pe 15 februarie 1892. În anul 1913 și-a pierdut caracterul public odată cu integrarea sa în centrul comercial Armazéns do Chiado.
Ascensorul din Chiado a fost proiectat și realizat de inginerul portughez Raoul Mesnier du Ponsard.